# Sandra Milo
Sandra Milo, eredetileg Elena Liliana Greco  (Tunisz, 1933. március 11. – Róma, 2024. január 29.) olasz fotómodell, színésznő, televíziós személyiség, Yves Montand unokanővére. Pályája kezdetén, az 1950-es, 1960-as években főleg olasz és francia erotikus filmvígjátékokban szerzett hírnevet. Fellini Júlia és a szellemek c. filmjében nyújtott alakításáért 1965-ben megkapta az olasz filmkritikusoktól az Ezüst Szalag díjat.

## Élete
Születése idején Tunézia Franciaország protektorátusa volt. Más forrás szerint 1933. március 11-én született Milánóban.
A milánói egyetemen tanult, közben fotómodellként és képzőművészeti aktmodellként is dolgozott. 1955-ben debütált Antonio Pietrangeli rendező Lo scapelo (Az agglegény) című romantikus filmvígjátékában, főszereplőként Alberto Sordi és Nino Manfredi oldalán. Vonzó, nagyon nőies külsejének köszönhetően számos erotikus alakításra hívták a korban divatos könnyed olasz és francia vígjátékokba. Moris Ergas filmproducer friss „felfedezettjeként” 1959-ben megkapta első komolyabb filmszerepét, Valeriát a Roberto Rossellini által rendezett Rovere tábornok (Il generale della Rovere) c. háborús filmdrámában.
A film elkészülte után Milo feleségül ment Ergashoz, akitől egy leánya született, Deborah. 1961-ben Rossellini címszerepet adott neki a Vanina Vanini-ben. Milo egy romlott, kéjvágyó grófnőt alakított. A film a Velencei Filmfesztiválon tiltakozásokat váltott ki, és elutasító kritikákat kapott. Ez megtörte Rossellini rendezői pályáját, és lerontotta Milo drámai színésznői távlatait is.
Ezután főleg könnyűvérű karaktereket alakított. Kacér széplányt, gengszterek babáját, hűvös utcalányt vagy éppen a felső tízezer köreiben mozgó társasági hölgyet. Milo titokzatos, csábító, de zárkózott női karaktereket személyesített meg. Filmbeli partnerei az európai filmvilág akkori szenvedélyes férfi-ideáljai voltak: Vittorio Gassman, Marcello Mastroianni, Jean-Paul Belmondo, Jean Sorel és mások. A nemzetközi hírnevet Federico Fellini Nyolc és fél c. filmjében nyújtott alakítása hozta meg 1963-ban. Carlát alakította, a történet szerint a főszereplő Marcello Mastroianni barátnőjét. A film hatalmas nemzetközi sikert aratott.

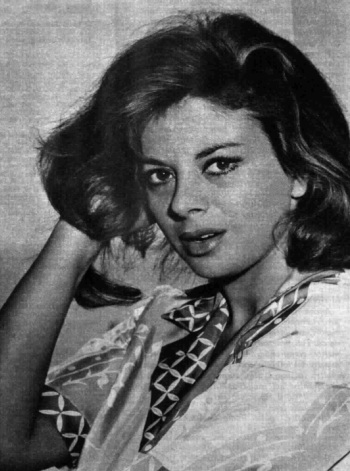
Sandra Milo 1966-ban

Nem sokkal korábban bomlott fel Milo első házassága Ergasszal, emiatt a színésznő fel akart hagyni a filmezéssel. A Nyolc és fél sikere – és Fellini rábeszélése – azonban e döntés megváltoztatására késztette. Vonakodva bár, de folytatta a filmszínészi munkát. A következő fontos produkció igazolni látszott reményeit. Az 1964–1965-ben forgatott Júlia és a szellemek-ben Fellini hármas szerepet adott Milónak (Suzy, Iris, Fanny). E két alakítás nyomán 1965-ben Sandra Milónak, mint a két film legjobb női mellékszereplőjének ítélték az Ezüstszalag (Nastro d’Argento) kitüntetést, az olasz filmkritikusok és filmes újságírók díját. A két nagy drámai alakításért kapott nemzetközi elismerés sem hozta meg számára az igazi áttörést, a következő években megint csak alárendelt „széplány”-szerepekhez jutott, többnyire második vonalbeli filmekben.
1968-ban Milo másodszor is férjhez ment, ezúttal egy római sebészorvoshoz, Ottavio De Lollis-hoz. Ekkor valóban visszavonult a filmes munkától, és egészen 1979-ig nem forgatott. Férjétől két gyermeke született, Cyrus (Ciro) és Riviera. 1979-ben Milo visszatért a filmhez. Továbbra is főleg vígjátékokba hívták, ekkor már életvidám, középkorú asszonyként. Szerepeit temperamentummal, könnyed humorral formálta meg.

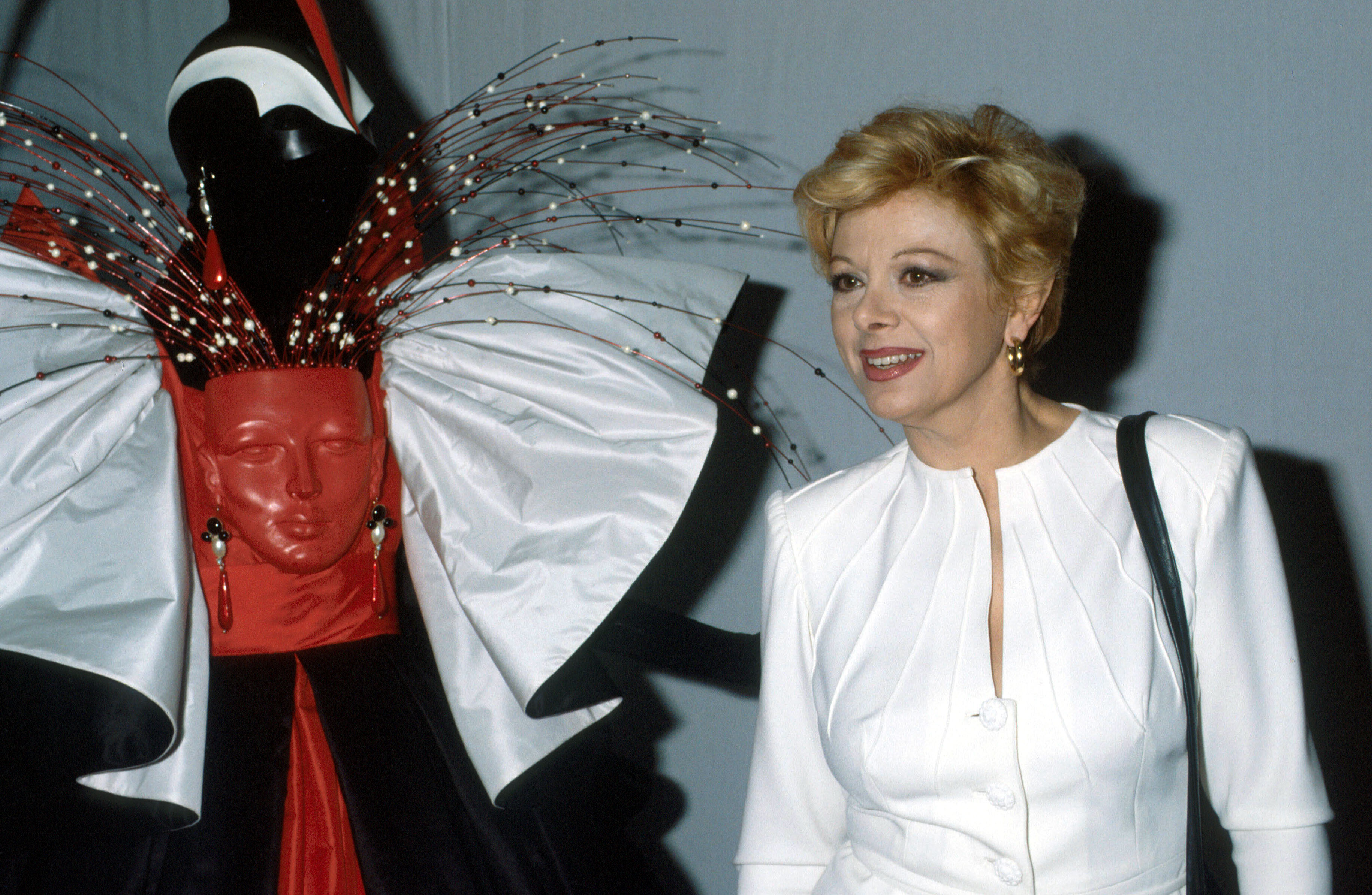
Sandra Milo 1988-ban

Az 1980-as években főleg televíziós műsorokban szerepelt. 1985-ben a „Piccoli Fans Show” műsorvezetőjeként magas nézettséget ért el. 1990. január 8-án a Rai Due „L’amore è una cosa meravigliosa” c. beszélgető műsorában szerepelt. Az élő közvetítés során egy névtelen betelefonáló tudósította Sandra Milót, hogy fia, Ciro, súlyos autóbalesetet szenvedett, és válságos állapotban kórházba szállították. A kétségbeesett anya jajveszékelve rohant ki a stúdióból. A hír hamisnak bizonyult, a szívsajtóban pedig hosszú vita kerekedett, vajon nem maga Milo rendezte-e a színjátékot, hogy magára irányítsa a közfigyelmet. Milo az ezredforduló után visszatért a színpadra is. 2006–2007-ben a „8 asszony” c. színmű adaptációnak szereplőjeként sikeres olaszországi turnén vett részt.

## Filmszerepeiből
- 1955 : Lo scapolo (Gabriella, stewardess)[11]
- 1956 : Fiam, Néró (Mio figlio Nerone)
- 1956 : Elena és a férfiak (Elena et les hommes), névtelen kis szerep
- 1957 : Arsène Lupin kalandjai (Les aventures d’Arsène Lupin (Mathilde Duchamp)
- 1957 : La donna che venne dal mare (Danae Niebel)
- 1958 : Vite perdute (Giulia)
- 1958 : Le miroir à deux faces (Ariane)
- 1959 : Az iskolások útja (Le chemin des écoliers) (Olga)
- 1959 : Rovere tábornok (Il generale della Rovere) (Valeria)
- 1959 : Nagy Heródes (Erode il grande) (Sarah)
- 1959 : Un témoin dans la ville (Liliane)
- 1959 : La jument verte (Marguerite Maloret)
- 1960 : Menekülésre ítélve (Classe tous risques) (Liliane)
- 1960 : Adua és társnői (Adua e le compagne) (Lolita)
- 1961 : Fantasmi a Roma (Flora di Roviano)
- 1961 : Vanina Vanini (Vanina Vanini)
- 1963 : Nyári bolondságok Frenesia dell’estate (Yvonne)
- 1963 : Nyolc és fél (8½) (Carla)
- 1963 : Méfiez-vous, mesdames! (Henriette)
- 1963 : A látogatás (La visita) (Pina)
- 1964 : Amori pericolosi (a tábornok szeretője)
- 1964 : Nyugodj meg, kedves! (Relaxe-toi chérie) (Helène Faustin)
- 1964 : Le voci bianche (Carolina)
- 1964 : Tökéletes úriember (Un monsieur de compagnie) (Maria)
- 1964 : Szép családok (Le belle famiglie) (Esmeralda)
- 1965 : Júlia és a szellemek (Giulietta degli spiriti) (Suzy + Iris + Fanny)
- 1965 : A napernyő (L’ombrellone) (Giuliana Marletti)
- 1965 : Come imparai ad amare le donne (Ilde)
- 1967 : Bang bang Kid (Gwenda Skaggel)
- 1968 : T’ammazzo!… Raccomandati a Dio (Liz)
- 1979 : Riavanti… Marsch! (Zaira Bergamelli)
- 1979 : Tesoro mio (Solange)
- 1984 : Cenerentola’80 (Marianne)
- 1990 : Hale and Pace (brit tv-sorozat, III/1 rész)
- 2003 : Máshol jár a szív (Il cuore altrove) (Arabella)
- 2008 : La perfezionista[14]
- 2008 : Chi nasce tondo (Anna Tre Culi)
- 2009 : Sleepless (Olga anyja)
- 2009 : Impotenti esistenziali (Zia Elisabetta)
- 2010 : Alta infedeltà (Sandra)
- 2010 : Happy Family (Ezio mamája)
- 2011 : W Zappatore (Nagymama)